# Berengier de Poivert
Berengier de Poivert o Berenguer o Berenguier de Poivert (fl. XIII secolo) è stato un trovatore linguadociano minore che scrisse in lingua occitana, originario molto probabilmente di Puivert nell'Aude.
Alibert, d'altro canto, trova altrettanto verosimile far provenire Berengier dalla Catalogna così come dall'Aude, dato che esistono un certo numero di località denominate Puivert nella regione catalana (vescovato d'Urgel in provincia di Lleida).Lejeune avalla quest'ultima ipotesi sull'origine catalana, considerando più specificamente il nome Puivert riferibile a Puigvert, "Puoich-vert" d'Agramunt, in Catalogna
Non si conosce nulla della sua vita e l'unica modesta informazione pervenutaci in merito alla sua opera è quella contenuta in un manoscritto (H) che attribuisce una cobla umoristica a nome di Berengier de Poivent che Chabaneau e Jeanroy sono tendenzialmente concordi nel correggerlo in Poivert.